# Milatovac (Žagubica)
Pour les articles homonymes, voir Milatovac.
Milatovac (en serbe cyrillique : Милатовац) est un village de Serbie situé dans la municipalité de Žagubica, district de Braničevo. Au recensement de 2011, il comptait 660 habitants.

## Démographie

### Évolution historique de la population
| 1948  | 1953  | 1961  | 1971  | 1981  | 1991 | 2002 | 2011 |
| ----- | ----- | ----- | ----- | ----- | ---- | ---- | ---- |
| 1 120 | 1 210 | 1 187 | 1 119 | 1 029 | 872  | 828  | 660  |

|  |